# Estornell picot
L'estornell picot (Scissirostrum dubium) és una espècie d'au paseriforme de la família dels estúrnids endèmica de les illes Cèlebes. És l'única espècia del gènere Scissirostrum. El seu estat de conservació es considera de risc mínim.
L'estornell picot presenta una convergència evolutiva amb els picots: té un bec fort amb què forada els tronc d'arbres podrits o malalts per fer-hi el niu i una cua endurida per desplaçar-se pels troncs i recolzar-s'hi verticalment.
Nia en colònies, que freqüentment arriben a tenir diversos centenars de parelles. L'espècie es distingeix pels seus cants i reclams, tant en les seves colònies com quan es desplacen en bandes mentre busquen fruits, insectes i grans per alimentar-se.

## Distribució i hàbitat
És endèmic de les illes Cèlebes, Indonèsia.
El seu hàbitat natural són les terres baixes tropicals, i de vegades els boscos de montanya tropicals oberts i aiguamolls.